# Nachal Chanun
Nachal Chanun (hebrejsky: נחל חנון) je vádí v severní části Negevské pouště, která spadá do pobřežní nížiny, v jižním Izraeli a v pásmu Gazy.
Začíná v nadmořské výšce okolo 150 metrů na východním okraji města Netivot, poblíž vesnice Bejt ha-Gadi. Směřuje pak k severu mírně zvlněnou a zemědělsky využívanou krajinou, která díky systematickému zavlažování ztratila pouštní ráz. V tomto úseku ji sleduje trasa dálnice číslo 34. Ze západu míjí vesnici Jošivja, z východu Tkuma. Od východu přijímá vádí Nachal Šlachim (s přítokem Nachal Jošivja) a stáčí se k severozápadu. Prochází mezi vesnicemi Kfar Aza a Mefalsim, kde z jihu přijímá vádí Nachal Sa'ad, míjí pahorek Tel Mefalsim a od východu přijímá vádí Nachal Mefalsim. Pokračuje k západu a vstupuje na území pásma Gazy, kde míjí po východním okraji město Džabalija a severovýchodním směrem vede k městu Bajt Chanun, u kterého do něj od jihovýchodu ústí vádí Nachal Chajal. Poblíž hraničního přechodu Erez se opět vrací na území Izraele. Zde z východu obchází vesnici Netiv ha-Asara a ústí zleva do toku Nachal Šikma.